# Adam Wilcox
Adam Wilcox, född 26 november 1992, är en amerikansk professionell ishockeymålvakt som är kontrakterad till NHL-laget Buffalo Sabres och spelar för deras farmarlag Rochester Americans i AHL.
Han har tidigare spelat på lägre nivåer för Springfield Thunderbirds och Syracuse Crunch i AHL, Minnesota Golden Gophers (University of Minnesota) i NCAA samt Tri-City Storm och Green Bay Gamblers i USHL.
Wilcox draftades i sjätte rundan i 2011 års draft av Tampa Bay Lightning som 178:e spelare totalt.